# 打田康比古
打田 康比古（うちだ やすひこ、1949年〈昭和24年〉10月19日 - ）は、日本の元俳優。本名同じ。
石川県出身。石川県立金沢桜丘高等学校卒業。

## 来歴・人物
金子信雄主催の「新演劇人クラブ・マールイ」で演技を学び、松田優作とは友人だった。1970年代にテレビドラマを中心に活動し、1974年『仮面ライダーX』（毎日放送）で、主人公のライバル的存在である幹部アポロガイストを演じた。また、1976年には『超神ビビューン』（NET）において、主人公メンバーの一人である渡部剛（超神ズシーン）役を演じている。共演者の荒木しげるは、打田について「機械的な面白い動きをする人だった」と述懐している。
1980年ごろには「武央 和也」の芸名で活動していたが、その後、俳優業を引退している。
特技は、柔道、剣道、空手。

## 出演

### テレビドラマ
- 旗本退屈男 第16話「謎の献上水」（1974年、NET）
- キカイダー01 第36話「四次元の怪 恐怖のタイム旅行」（1974年、NET） - 侍 ※内田康比古とクレジット
- 仮面ライダーシリーズ（1974年、MBS）
  - 仮面ライダーV3 第51話「ライダー4号は君だ!!」 - 西岡保
  - 仮面ライダーX 第9話「Xライダー必殺大特訓」 - 第21話「アポロガイスト 最後の総攻撃!!」 - アポロガイスト
- イナズマン 第22話「歩く土人形 恐怖の大地割れ!!」（1974年、NET） - ファントム兵士
- ザ・ボディガード（1974年、NET）
  - 第2話「よみがえる栄光の日々」
  - 第25話「明日に別れの弾丸を」
- 右門捕物帖 第26話「人質」（1974年、NET） - 与茂七
- がんばれ!!ロボコン 第9話「ビャーッ! 青い鳥を探せ!!」（1974年、NET） - トレーニングジムのトレーナー
- スーパーロボット マッハバロン 第25話「切り札はパイルX」、第26話「マッハバロンの超秘密」（1975年、NTV） - モーゼル中尉
- ザ★ゴリラ7 第1話「武装強盗団」（1975年、NET）
- 秘密戦隊ゴレンジャー 第4話「紅のキック! 砕けミクロ大作戦」（1975年、NET） - 黒十字軍科学者
- 夜明けの刑事 第44話「裂けた三角関係殺人!」（1975年、TBS）
- 燃える捜査網 第8話「首位打者が消えた!?」（1975年、NET）
- 超神ビビューン（1976年 - 1977年、NET） - 渡部剛 / 超神ズシーン[4]
- 花王 愛の劇場 / 乱れる（1977年、TBS）
- 特捜最前線 第17話「爆破60分前の女」（1977年 、ANB）
- 土曜ワイド劇場 / 消えた私（1977年、ANB）
- 探偵物語 第17話「黒猫に罠を張れ」（1980年、NTV） - マリーナの支配人
- ウルトラマン80 第5話「まぼろしの街」（1980年、TBS） - タクシー運転手

### 映画
- 星空のマリオネット（1978年 、ATG） - 暴走族のリーダー
- 二百三高地（1980年、東映） - 日本軍兵士 ※方言指導兼任

### 舞台
- 仁義なき戦い（1974年、新演劇人クラブ マールイ）